# Serie Nacional Invernal
La Serie Nacional Invernal fue una competencia de béisbol de México que se disputó en 4 ocasiones, entre los campeones de la Liga de la Costa del Pacífico y de la Liga Invernal Veracruzana, tratando de emular a la Serie Mundial de las Grandes Ligas de Béisbol.

## Campeones de la Serie
A continuación se muestra una breve historia sobre los equipos que lograron resultar campeones.

### Mazatlán Campeón 1955
La Serie absoluta por el campeonato invernal en México se disputó por primera vez en el año de 1955, entre los campeones de la Liga de la Costa del Pacífico los Venados de Mazatlán, y los campeones de la Liga Invernal Veracruzana los Petroleros de Poza Rica.
Esta primera serie se jugó al mejor de 3 de 5 partidos. Se inició en Mazatlán, ganando Venados los dos primeros juegos en calidad de local. Después los clubes se trasladaron a Poza Rica, ganando los Petroleros el juego número 3. La serie se decidió finalmente en el cuarto juego, cuando Venados como visitantes se alzaron con el triunfo.
Venados se consagró Campeón ganando la Serie Invernal Nacional 3 juegos contra 1.

### Hermosillo Campeón 1956
La llamada "Serie Mundial Mexicana" se disputó en el año de 1956 por segunda ocasión en la historia, entre los campeones de la Liga de la Costa del Pacífico los Naranjeros de Hermosillo, y los campeones de la Liga Invernal Veracruzana los Diablos Rojos del México.
La serie se inició en la Ciudad de México y terminó en Hermosillo el lunes 13 de febrero de 1956, con los Naranjeros como campeones. A continuación el resultado de los juegos:
- JUEGO 1: Naranjeros de Hermosillo 11-5 Diablos Rojos del México
- JUEGO 2: Naranjeros de Hermosillo 2-9 Diablos Rojos del México
- JUEGO 3: Naranjeros de Hermosillo 3-15 Diablos Rojos del México
- JUEGO 4: Diablos Rojos del México 4-8 Naranjeros de Hermosillo
- JUEGO 5: Diablos Rojos del México 3-4 Naranjeros de Hermosillo
- JUEGO 6: Diablos Rojos del México 3-13 Naranjeros de Hermosillo

### Poza Rica Campeón 1957
La tercera edición del "Campeonato Nacional de Invierno" se disputó en el año de 1957, enfrentando de nuevo a los Naranjeros de Hermosillo en contra de los campeones de la Liga Invernal Veracruzana, los Petroleros de Poza Rica.
La serie se inició en Hermosillo el viernes 1 de febrero de 1957, terminando en Poza Rica el miércoles 6 de febrero del mismo año con los Petroleros como campeones. A continuación el resultado de los juegos:
- JUEGO 1: Petroleros de Poza Rica 3-4 Naranjeros de Hermosillo
- JUEGO 2: Petroleros de Poza Rica 4-2 Naranjeros de Hermosillo
- JUEGO 3: Petroleros de Poza Rica 10-2 Naranjeros de Hermosillo
- JUEGO 4: Naranjeros de Hermosillo 6-9 Petroleros de Poza Rica
- JUEGO 5: Naranjeros de Hermosillo 3-4 Petroleros de Poza Rica

### Mazatlán Campeón 1958
La cuarta edición de la Serie Invernal Mexicana se disputó por última vez en el año de 1958, enfrentando a los campeones de la LCP, Venados de Mazatlán, en contra de los campeones de la LIV, Petroleros de Poza Rica.
El martes 4 de febrero se disputó el primer encuentro en el Parque Jaime J. Merino en Poza Rica. Venados se consagró campeón, venciendo en la serie 4-2. A continuación el resultado de los juegos:
- JUEGO 1: Venados de Mazatlán 4-5 Petroleros de Poza Rica
- JUEGO 2: Venados de Mazatlán 3-7 Petroleros de Poza Rica
- JUEGO 3: Venados de Mazatlán 7-5 Petroleros de Poza Rica
- JUEGO 4: Petroleros de Poza Rica 1-6 Venados de Mazatlán
- JUEGO 5: Petroleros de Poza Rica 4-5 Venados de Mazatlán
- JUEGO 6: Petroleros de Poza Rica 5-11 Venados de Mazatlán

## Desaparición
Al final de la Serie Nacional Invernal de 1958, la Liga de la Costa del Pacífico sufrió una crisis económica irreparable que desembocaría en la desaparición del circuito del noroeste del país. Debido a los altos salarios pagados por los directivos sonorenses y sinaloenses para traer a beisbolistas de Ligas Mayores, se ocasionó que a futuro los dueños de los clubes tuvieran pérdidas significantes.
Al desaparecer la Liga de la Costa los directivos sonorenses optaron por no perder el béisbol, pues fundarían la Liga Invernal de Sonora. En una reunión en Hermosillo se decidió no participar más en la Serie Nacional Invernal, pues los gastos serían mayores y no estaban en posición de asumir gastos extras.
Por lo anterior, la Serie en cuestión desapareció.

## Listado de Campeonatos y Subcampeonatos
| Equipo                   | Campeonatos | Subcampeonatos | Años de Campeonato |
| ------------------------ | ----------- | -------------- | ------------------ |
| Venados de Mazatlán      | 2           | 0              | 1955, 1958         |
| Petroleros de Poza Rica  | 1           | 2              | 1957               |
| Naranjeros de Hermosillo | 1           | 1              | 1956               |
| Diablos Rojos del México | 0           | 1              |                    |